# 63-й окремий батальйон територіальної оборони (Україна)
63-й окремий батальйон територіальної оборони (63 ОБТрО) — формування Сил територіальної оборони Збройних сил України. Дислокується у Шептицькому районі Львівської області. Батальйон входить до складу 103-ї бригади ТрО.

## Історія
4 вересня 2022 року 63-й батальйон спільно з нацгвардійцями 15-го полку НГУ звільнив село Озерне Лиманської громади від російських окупантів.

## Втрати
- серпень 2024 — Хижняк Віктор Миколайович[4]
- серпень 2024 — Зеленський Олександр Миколайович[4]
- серпень 2024 — Розенко Віталій Миколайович[4]
- серпень 2024 — Кожан Ростислав Сергійович[4]
- серпень 2024 — Северин Олег Тарасович[4]
- серпень 2024 — Мишковський Руслан Ярославович[4]
- серпень 2024 — Покотило В'ячеслав Миколайович[4]
- серпень 2024 — Крамарівський Любомир Іванович[4]
- серпень 2024 — Кондур Тарас Ігорович[4]